# Красноярово (Александрово-Заводский район)
Красноярово — село в Александрово-Заводском районе Забайкальского края России. Входит в состав сельского поселения «Первококуйское».

## География
Село находится в юго-восточной части края, на севере района, по левобережному участку долины р. Газимур, по обоим берегам её притока Малая Алея.

## Климат
Климат характеризуется как резко континентальный с продолжительной холодной зимой и сравнительно тёплым летом. Средняя температура воздуха самого холодного месяца (января) составляет −22,7 °C; средняя температура самого тёплого месяца (июля) — 38 °C. Среднегодовое количество атмосферных осадков составляет 350—410 мм. Большая часть осадков (до 85 %) выпадает в течение тёплого сезона. Продолжительность безморозного периода составляет от 85 до 100 дней в году.

## История
Основано в 1857 году.
Административный центр и единственный населённый пункт упразднённого МО Краснояровская сельская администрация (2004—2012).
С марта 2012 входит в Первококуйское сельское поселение.

## Население
| 2010 | 2021 |
| ---- | ---- |
| 153  | ↘121 |

Национальный состав
Согласно результатам переписи 2002 года, в национальной структуре населения русские составляли 99 % от 180 чел..

## Известные уроженцы, жители
Епископ Ефре́м (в миру Епифа́ний Андре́евич Кузнецо́в; 10 мая 1875, станица Краснояровская, Нерчинско-Заводский округ — 5 сентября 1918, Москва) — епископ Селенгинский, викарий Забайкальской епархии. Причислен к лику святых Русской православной церкви в 2000.

## Инфраструктура
В селе функционирует Краснояровская начальная школа.

## Транспорт
Проходит автомобильная дорога общего пользования регионального значения 76К-003 «Александровский Завод — Красноярово — Трубачево» (идентификационный номер: 76 ОП РЗ 76К-003).